# بنك الائتمان الزراعي الأمريكي
بنك الائتمان الزراعي ( FCS ) في الولايات المتحدة هو شبكة وطنية من مؤسسات الإقراض المملوكة للمقترضين ومنظمات الخدمات المتخصصة. يوفر نظام ائتمان المزرعة أكثر من 304 مليار دولار من القروض والإيجارات والخدمات ذات الصلة للمزارعين ومربي الماشية وأصحاب المنازل الريفية والمنتجين للمياه، وحاصدي الأخشاب ، والأعمال التجارية الزراعية ، وتعاونيات المرافق الزراعية والريفية.
أنشأ الكونغرس نظام الائتمان الزراعي في عام 1916م لتوفير مصدر موثوق للائتمان للمزارعين ومربي الماشية. اليوم، يوفر نظام المزرعة الائتمانية أكثر من ثلث الائتمان الذي يحتاجه أولئك الذين يعيشون ويعملون في الريف الأمريكي. [بحاجة لمصدر]
وظيفة نظام الائتمان الزراعي هي توفير مصدر ائتمان للزراعة الأمريكية عن طريق تقديم قروض للمقترضين المؤهلين بأسعار تنافسية وتقديم التأمين والخدمات ذات الصلة.

## روابط خارجية
- إدارة الائتمان الزراعي
- نظام الائتمان الزراعي